# Paphiopedilum superbiens
Paphiopedilum superbiens é uma espécie de orquídea (Orchidaceae) do Sudeste Asiático.